# Temasek Polytechnic
Temasek Polytechnic är den tredje tekniska högskolan som etablerats i Singapore, grundad 6 april 1990 och belägen i östra delen av Singapore. Ca 16.000 heltidsstuderande.